# Kämpfer
Kämpfer (けんぷファー, Kenpufā)( Em português = Lutador) é um light novel japonês escrito por Toshihiko Tsukiji e ilustrada por Senmu. Sua publicação foi iniciada em 24 de novembro de 2006, já foram publicados 14 volumes. Uma adaptação para mangá foi iniciada na revista Monthly Comic Alive em 27 de fevereiro de 2008, ilustrada por Yu Tachibana. Uma adaptação para anime também começou a ser exibida no Japão em 1 de outubro de 2009 na emissora TBS. O anime será lançado no Brasil dia 2 fevereiro de 2015, dublado pela Mastersound e em Portugal dia 6 de fevereiro de 2015, dublado pela Pim Pam Pum. Pelo motivo do anime conter cenas inapropriadas para menores, não será transmitido e sim disponível em DVD e Blu-ray.

## História
Natsuru Senō era um estudante normal sem aparentemente nada de especial, até que um dia ele acorda e percebe que ele tinha se transformado em uma garota! Um tigre de pelucia "Harakiri Tora" aparece em sua vida e o diz que ele agora é um kampfer e que o seu objetivo é lutar como tal. Sem entender nada, Natsuru Senō acaba tendo sua vida mudada ao ter que enfrentar outras garotas Kampfer que querem matá-lo. Mas também com o desenrolar do Anime e Mangá, disputam para ficar com ele.

## Personagens

### Principais personagens
Natsuru Senō (瀬能 ナツル, Senō Natsuru)
O protagonista da série. Estudante do segundo ano Seitetsu Gakuin High School, ele tem uma queda por Kaede Sakura, uma das 3 belezas da escola, a ponto de ver outras meninas com indiferença. Ele é escolhido como um Kämpfer Azul por Moderador e configuração como um tipo Zauber com poder baseado em fogo. De acordo com a regra de que todos os Kämpfers são do sexo feminino, ele se transforma em menina ao "entrar em modo Kämpfer". Após uma batalha com Mishima Akane, A forma feminina de Natsuru é vista por Kaede, que se apaixona por ela. Após uma briga com Shizuku expor sua forma Kämpfer com outros alunos da escola, Shizuku acaba por inscrevê-lo na ala feminina da escola para satisfazer a curiosidade do público e desviar assim a atenção para longe da batalha Kämpfer. Sua forma Kämpfer foi posteriormente classificado entre os três belezas de Seitetsu (costumava haver apenas duas) e, para seu próprio desânimo, tornar-se objeto de afeição intensa por Kaede Sakura (que deixa de apresentar interesse em sua forma "normal") e o corpo estudantil feminino.
Shizuku Sangō (三郷 雫, Sangō Shizuku)
Protagonista feminina e Presidente do Conselho Estudantil e também uma das três belezas de Seitetsu, ela é uma estudante modelo, com recorde de público perfeito. Além disso, ela é também uma Red Kämpfer, lutando com a capacidade de Schwert empunhando duas adagas presas por correntes. Ela quer expor as intenções do moderador, mas não tem problema em combate Kämpfers Blue até que o objetivo seja cumprido. Depois de ser poupado na sequência de uma derrota por Natsuru, ela entra em uma trégua com Natsuru e Akane e desde então tem tido um interesse em Natsuru de forma um pouco manhosa e provocante, jogando-o em situações complicadas com as observações embaraçosas e acções, e como resultado é constantemente tratada com desconfiança. Depois de ser convidada por Kaede para visitar sua casa e depois passar a noite lá, Shizuku fica curiosa sobre o que aconteceu depois de Kaede e Natsuru irem para a cama e então descobre que ela está realmente sentindo ciúmes. Mais tarde, ela continua a dar indícios de que está romanticamente interessada nele, pedindo-lhe para um encontro e, eventualmente, beijando-o na frente de Sakura e os outros embora sua ambiguidade constante novamente parece tornar-se a sua perdição (um fato, ela parece ter realizado, chamando-a de um amor não correspondido), como Natsuru continua pensando que ela está aprontando alguma coisa sempre que ela faz um adiantamento sobre ele.
Akane Mishima (美嶋 紅音, Mishima Akane)
Bibliotecária escolar e amiga do Natsuru, ela é também uma Blue Kämpfer como Natsuru. Normalmente muito tímida (que poderia muito bem ser atribuída à sua tendência de incompreensão que os outros estão tentando fazer de uma forma borderline-erótico) e de fala mansa, ela fica de boca suja, amarga, vingativa, e "pavio curto" ao se transformar em Kämpfer. Ela explicou a maioria das regras de ser um Kämpfer para Natsuru, e tem sido sua parceira desde então. Ela é um tipo Gewehr Kämpfer que usa uma pistola 1911.45 e parece ser ambidestra. Além de ter Natsuru como o primeiro homem a estabelecer uma amizade profunda com ele, Akane, eventualmente, começa a abrigar sentimentos por ele, tornando-se ciumenta e facilmente irritável quando ele fala sobre uma outra menina (praticamente todo o tempo a menina é Kaede), em sua frente ou quando outra menina se interessa por ele (se esse interesse é romântico por natureza ou não).
Mikoto Kondō (近堂 水琴, Kondō Mikoto)
Amiga de infância do Natsuru, que só recentemente se reuniu com ele devido ao seu pai que é um arqueólogo que vive no estrangeiro. Apesar de ter muito orgulho para admitir explicitamente, ela tem sentimentos por Natsuru e se sente um pouco incomodada com a presença de uma menina com o mesmo nome de seu (que na realidade é Natsuru em sua forma Kämpfer). Mesmo após o mal-entendido e esclarecido, os adiantamentos feitos por Akane e Shizuku em Natsuru (Mikoto aparentemente não acredita Kaede seria retribuir seus sentimentos), posteriormente torna-a ainda mais nervosa sobre a sua chance com ele também. Quando ela foi ver Miss contest Seitetsu do festival escolar, ela pegou um buquê que Kaede jogou com um mensageiro escondido em que, por conseguinte, ser transformado em um Schwert tipo Red Kämpfer armado com uma katana. Seu amor por curry é o ponto de cozimento e consumi-lo para cada refeição.
Kaede Sakura (沙倉 楓, Sakura Kaede)
Kaede é amiga de infância do Natsuru e uma das três Seitetsu, ela tem muitos admiradores, Natsuru sendo um deles. Ela tem uma grande coleção de bonecos de pelúcia Zōmotsu Animal e gosta de apresentá-las aos seus amigos, aqueles que recebem os bonecos, no entanto, tendem a acabar se tornando Kämpfers. Ela começou a desenvolver uma paixão por Natsuru (Kämpfer) depois de ser salvo da Akane (Kämpfer) no início da série, vindo mais tarde sob a impressão equivocada de que o Natsuru (Normal) é seu rival por ter afeto à Natsuru (Kämpfer) e, consequentemente, tornando-se um tanto hostil a ela, uma situação não ajudou após um desentendimento em uma situação muito comprometedora, a leva a pensar: Natsuru é batota no Natsuru feminino. Mais tarde, ela se revela, eventualmente, ter algo a ver com as aparições das White Kämpfers e pode estar manipulando Natsuru. É finalmente confirmada em ocasiões distintas, quando White Kämpfers juram lealdade a ela. Sem possuir qualquer pulseira tão característico das Kämpfers, ela empunha a espada japonesa e uma Beretta 93R contra as Kämpfers Red e Blue. É também a entender que ela sabe que não há duas Natsurus, mas que muda de gênero.

### Mensageiros
O papel dos mensageiros, é principalmente para ajudar aqueles escolhidos para se tornar Kampers em compreender as regras e mecanismos de combate Kämper. Eles assumem a forma de vísceras animais, brinquedos de pelúcia que são notáveis por terem seus intestinos saindo para fora. Muitos deles têm sido descritos nos romances como tendo vozes semelhantes aos específicas da vida real Actores de voz, que por sua vez faz as vozes para eles no anime.
Disembowled Tiger (ハラ キリ トラ, Harakiri Tora)
Anime Voz: Michiko Nomura
Mensageiro para Natsuru sob a forma de um tigre que usa um tapa-olho. Ele gosta de assistir Sazae-san.
Suicidal Black Rabbit (セップク クロウサギ, Seppuku Kuro Usagi)
Anime Voz: Yukari Tamura
Mensageiro para Akane sob a forma de um coelho preto. Gosta de assistir programas pay-per-view.
Electrocuted Wildcat (カンデン ヤマネコ, Kanden Yamaneko)
Anime Voz: Nana Mizuki
Mensageiro para Shizuku na forma de um gato selvagem com pêlos eriçados. Gosta de assistir baseball.
Strangled Stray Dog (チッソク ノライヌ, Chissoku Norainu)
Anime Voz: Mamiko Noto
Mensageiro para Mikoto na aparência de um cão estrangulado. Ele fala com uma voz suave. Ele gosta de assistir comerciais raros que só são transmitidos em determinadas regiões.
Burnt Alive Lion (ヒアブリ ライオン, Hiaburi Raion)
Anime Voz: Kenji Utsumi
O mais antigo dos Mensageiros. Ele tem a mesma forma que um personagem que a Kaede tinha imaginado antes, com uma voz semelhante à de um Seiyū dublador que realiza voice-overs para estrelas de filme estrangeiro. Kaede consegui por acaso. No episódio 11 do anime, ele revela o motivo por trás das batalhas Kämpfer.
Hit-and-run Hippopotamus (ヒキニゲ カバ, Hikinige Kaba)
Foi o Mensageiro para Tamiko Shinomiya. Ele se voltou para uma boneca normal desde que ela sumiu. Kaede apresentou outro Hit-and-run Hippopotamus a Midori Kuzuhara.

### White Kämpfers
O Kämpfers Branco são um grupo de Kämpfers que seguem as ordens de Kaede. Seus sobrenomes foram derivados de atrizes de sua voz. (No anime, eles receberam seus mensageiros durante o concurso Miss Seitetsu)
Rika Ueda (植田 理香, Ueda Rika)
Anime Voz: Kana Ueda
Usuário Schwert armado com uma kusarigama.
Sayaka Nakao (中尾 沙也香, Nakao Sayaka)
Anime Voz: Eri Nakao
Usuário Schwert armado com um sabre.
Ryōka Yamakawa (山川 涼花, Yamakawa Ryōka)
Anime Voz: Kotomi Yamakawa.
Usuário Gewehr armado com uma metralhadora assemelha-se com MAC-10.
Hitomi Minagawa (皆川 瞳美, Minagawa Hitomi)
Anime Voz: Junko Minagawa.
Zauber usuário. Ela ataca com o lançamento parafusos de energia contra seus inimigos.

### Outros
Kanji Higashida (東田 幹仁, Higashida Kanji)
Anime Voz: Yoshihisa Kawahara.
Coléga de Natsuru, é presidente do club de bishōjo
Yuuichi Hanzawa (半澤 友一, Hanzawa Yūichi)
O lançador ace eo rebatedor de limpeza do clube de beisebol. Ele pode jogar uma bola a uma velocidade de mais de 150 kmh, mas a equipe não é tão forte porque prefere assistir anime meia-noite do que ficar treinando. Ele também é membro do clube de investigação Bishōjo.
Masumi Nishino (西乃 ますみ, Nishino Masumi)
Anime Voz: Shiori Mikami
Membro do Club de Jornal da escola. Amigo de infância de Akane.
Midori Kuzuhara (葛原 みどり, Kuzuhara Midori)
Gewehr-Red Kämpfer, ela foi obrigada a ficar de olho em Shizuku, mas Natsuru e Akane detiveram ela.
Tamiko Shinomiya (篠宮 多美子, Shinomiya Tamiko)
Tipo Zauber Red Kämpfer a qual adorava Shizuku . Ela foi morta a tiros na presença de Shizuku por uma Blue Kämpfer que venceu e fugiu.
Makie Ueda (植田 牧恵, Ueda Makie)
Irmã mais velha de Rika. Ela deu um boneco Zōmotsu Animal, a Rika, apresentado por Kaede. (No anime, Rika recebe seu Zōmotsu Animal Doll durante o concurso Miss Seitetsu)
Outro colecionador de Zōmotsu Animais
Uma menina Kampfer, é um estudante da High School Rakurowa. Natsuru e Akane falaram sobre ela quando eles estavam trabalhando no armazém cheio de mercadorias Zōmotsu Animal. Na verdade, ele é um menino vestido de mulher. Ele aparece em Asura Cryin' com Matasaki Panda e alguns outros bonecos Zōmotsu Animal. (Não faz uma aparição no anime)

## Lista de Episódios
| #  | Título | Exibição original      |
| -- | --- | ---------------------- |
| 1  | "Destino ～As Escolhidas～" "Schicksal ～Erabareshimono～ (Schicksal ～選ばれし者～)"                                         | 2 de outubro de 2009   |
| 2  | "Brilhe ～A Luta Mortal Começa～" "Glühen ～Shitō no Kaimaku (Glühen ～死闘の開幕～)"                                         | 9 de outubro de 2009   |
| 3  | "Inocência ～O Jardim de Flores Secreto～" "Lilie ～Himitsu no Hanazono～ (Lilie ～秘密の花園～)"                             | 16 de outubro de 2009  |
| 4  | "Declaração de Guerra ～A Luta das Donzela～" "Kriegserklärung ～Tatakau Otometachi～ (Kriegserklärung ～戦う乙女たち～)"     | 22 de outubro de 2009  |
| 5  | "Comédia ～Primeiro Beijo～" "Komödie ～Fāsuto Kisu～ (Komödie ～ファーストキス～)"                                           | 29 de outubro de 2009  |
| 6  | "Bem-Vinda ～Amiga ou Inimiga?～" "Heimkehr ～Teki ka Mikata ka～ (Heimkehr ～敵か味方か～)"                                  | 5 de novembro de 2009  |
| 7  | "Convite ～As Convidadas Indesejadas～" "Einladen ～Manekarezaru Kyakutachi～ (Einladen ～招かれざる客たち～)"                | 12 de novembro de 2009 |
| 8  | "Querido ～Primeiro Encontro～" "Liebste ～Hajimete no Dēto～ (Liebste ～初めてのデート～)"                                   | 19 de novembro de 2009 |
| 9  | "Pleno Verão ～Depressão do Amor Tropical～" "Hochsommer ～Koi no Nettaiteikiatsu～ (Hochsommer ～恋の熱帯低気圧～)"          | 26 de novembro de 2009 |
| 10 | "Armadilha ～Uma Experiência de Verão～" "Falle ～Hitonatsu no Keiken～ (Falle ～ひと夏の経験～)"                             | 3 de dezembro de 2009  |
| 11 | "Escolha ～Uma Canção Prazerosa～" "Wählen ～Kanki no Uta～ (Wählen ～歓喜の歌～)"                                            | 10 de dezembro de 2009 |
| 12 | "Natal ～O Milagre das Bonecas Com Tripas de Fora～" "Weihnachten ～Zōmotsutachi no Kiseki～ (Weihnachten～臓物たちの奇跡～)" | 17 de dezembro de 2009 |